# Distretto di Sulmona
Il distretto di Sulmona fu una delle suddivisioni amministrative del Regno delle Due Sicilie, subordinate alla provincia di Abruzzo Ulteriore Secondo, soppressa nel 1860.

## Istituzione e soppressione
Fu costituito con la legge 132 del 1806 sulla divisione ed amministrazione delle province del Regno, varata l'8 agosto di quell'anno da Giuseppe Bonaparte. Con l'occupazione garibaldina e l'annessione al Regno di Sardegna del 1860 l'ente fu soppresso.

## Suddivisione in circondari
Il distretto era suddiviso in successivi livelli amministrativi gerarchicamente dipendenti dal precedente. Al livello immediatamente successivo, infatti, individuiamo i circondari, che, a loro volta, erano costituiti dai comuni, l'unità di base della struttura politico-amministrativa dello Stato moderno. A questi ultimi potevano far capo le ville, centri a carattere prevalentemente rurale. I circondari del distretto di Sulmona ammontavano a sette ed erano i seguenti:
- Circondario di Sulmona: Sulmona, Campo di Giove, Pacentro (con la villa di Canzano), Pettorano, Rocca Valle Oscura;
- Circondario di Pescocostanzo: Pescocostanzo, Ateleta, Roccaraso (con la villa di Piatransieri), Rivisondoli;
- Circondario di Castel di Sangro: Castel di Sangro (con la villa di Roccacinquemiglia), Alfedena (con la villa di Scontrone), Barrea, Civitella Alfedena, Villetta Barrea;
- Circondario di Scanno: Scanno (con la villa di Frattura), Villalago;
- Circondario di Pratola: Pratola, Pentima, Prezza, Raiano, Vittorito;
- Circondario di Introdacqua: Introdacqua, Anversa (con la villa di Castrovalva), Bugnara;
- Circondario di Popoli: Popoli, Roccacasale.